# 신수미
신수미는 대한민국의 트로트 가수이다. 1989년 MBC 부산 신인가요제로 데뷔하였다.

## 방송
- 2020년 히든싱어 6

## 수상
- 1989년 제 1회 MBC 부산 신인가요제 대상
- 1989년 일본 후쿠오카 음악제 대상

## 음반
- 1992년 신수미(스타노래방 1)
- 1992년 코트속의 남자
- 1993년 이승아
- 1996년 신수미
- 2014년 사랑의 비타민